# 金田留廣
金田留廣（Kaneda Tomehiro，1946年11月17日—2018年10月2日）為日本的棒球選手，出生於愛知縣名古屋市北區。他曾效力於日本職棒羅德獵戶星隊等，守備位置為投手，於1981年退役，生涯通算128勝記録。棒球選手金田正一為其兄長。

## 外部連結
- 個人年度別成績 金田留広 （页面存档备份，存于） （日語）